# František Nepil
František Nepil, né le 10 février 1929 à Hýskov et mort le 8 septembre 1995 à Prague, est un écrivain et scénariste tchèque.

## Biographie
Après avoir obtenu son diplôme de l'académie de commerce en 1948, il devient commis publicitaire. Parallèlement, il travaille comme rédacteur dans la publicité.
Depuis les années 1960, il publie entre autres dans les revues Plamen, Literární noviny (cs), Dikobraz, Kmen et Tvorba.
À partir de 1969, il travaille à la rédaction d'émissions pour enfants et adolescents à la Radio tchécoslovaque. Pendant de nombreuses années, il est auteur et narrateur de mini-feuilletons. 
En mars 1995, lors de l'exposition « Tomáš Masaryk, l'Homme et l'Art » , organisée par le Masarykovo demokratické hnutí (cs) (Mouvement démocratique Masaryk) à Prague sur la Národní třída, il donne des conférences sur « Les voyages de Masaryk à travers le monde » et « Le général Hasal-Nižborský ». Il a également documenté les voyages de Masaryk à l'aide d'une carte spécialement préparée. Son récit sur le sort des monuments dédiés au président Masaryk dans la région de Křivoklát (pont Masaryk à Zbečno, buste à Nižbor) et dans les environs de sa ville natale, Hýskov, où Masaryk s'est rendu à cheval depuis Lány, est remarqué.
Il était un grand admirateur et partisan de sport et plus particulièrement du Sparta Prague. 

## Œuvres

### Pour adultes
- 1966 : Kde jsi chodil, Satane?, recueil de nouvelles
- 1966 : Srpen s Bejbinkou[4]
- 1968 : Jak se dělá chalupa
- 1982 : Střevíce z lýčí
- 1983 : Dobré a ještě lepší jitro, édition de ses émissions de radio
- 1989 : Apokryfy z éteru
- 1990 : Kněžnin prsten
- 1991 : Malý atlas mého srdce
- 1992 : Dobrou a ještě lepší neděli
- 1985 : Lipová alej
- 1996 : Dobrá a ještě lepší jitra, posthume
- 1996 : Satan s prstenem, posthume

### Pour la jeunesse
- 1963 : Kola, strojky, nápady
- 1967 : Pohádky z pekelce
- 1971 : Lišky, dobrou noc
- 1977 : Já Baryk, scénario
- 1979 : Polní žínka Evelínka (cs)
- 1981 : Naschválníčci
- 1983 : Domeček u tří koťátek, narration
- 1985 : Makový mužíček (cs), scénario
- 1987 : Pět báječných strýčků
- 1994 : Štuclinka a Zachumlánek (cs), scénario